# Шварцвалд
Шварцвалд (на немски: Schwarzwald – „черна гора“) е планински масив в югозападната част на Германия, в провинция Баден-Вюртемберг.

## География

### Разположение, граници
Шварцвалд е част от Швабско-Франконския басейн в Средноевропейските херцински планини. Простира се от север на юг на протежение от 160 km, покрай десния бряг на река Рейн и Горнорейнската низина. В южната си част достига до 60 km ширина, а в северната – 35 km. На югоизток в района на изворите на река Некар (десен приток на Рейн) чрез ниска седловина се свързва с нископланинския масив Швабска Юра.

### Геоложки стоеж, полезни изкопаеми
Масивът се е образувала през еоцена при потъването на Горнорейнската низина и изтласкването и повдигането на земни маси на изток, като мезозойският слой постепенно е отмит. През плиоцена южната част се повдига значително, но неравномерно. В средната част се образува синклиналата на реките Кинциг и Мург. Изграден е главно от гранити, гнайси и пясъчници. В района на градчето Витихен се разработват уранови находища. По западното му подножие бликат множество минерални извори с изградени курорти край тях – Баден-Баден, Баденвейлер и др.

### Релеф
От изток на запад обликът на Шварцвалд се променя. На изток са характерни плоските и куполовидни върхове и широки плата, на запад – дълбоко всечени тесни речни долини и стръмно спускащи се склонове към Горнорейнската низина. Съществуват 2 деления на планината: по долината на река Кинциг на северна и южна част, и според характерните черти – на северна част (по-гориста и с повече валежи), средна част (с повече долини) и най-високата южна част. Най-високият връх е Фелдберг (1493 m), издигащ се в южната част. Следват Зеебук (1448 m), Херцогенхорн (1415 m) и Белхен (1414 m). В северната част най-висок връх е Хоркисгринде (1164 m).

### Климат
За Шварцвалд през цялата година са типични редовните валежи. Най-обилни са в северната част. Дотам достигат влажни атлантически въздушни маси и годишно падат до 2200 mm. На юг и на запад валежите са до 750 mm. Температурните промени не са резки. През лятото често духа хладен вятър и е облачно. През зимата разликата в налягането е причина високо в планините да е слънчево, а в низините да има мъгла и да е студено.

### Води
От Шварцвалд водят началото се двете съставящи на Дунав реки – Бригах (43 km) и Брег (49 km). Всички останали реки принадлежат към басейна на Рейн – Некар с левите си притоци Ешах, Глат и Енц (112 km), Алб, Мург (96 km), Кинциг (95 km), Елц (90 km), Визе, Вера, Алб, Вутах и др.
По-големи езера са Титизе, Мумелзе и Фелдзе, които са с ледников произход. Освен това има и много язовири, служещи като източници на енергия или питейна вода. Най-големият е Шлухзе.

### Растителност
На височина до 800 m склоновете на планината са заети от дъбови и букови гори, а нагоре – от смърчово-борови. Най-високият пояс е безлесен.

## История
През Античността името на Шварцвалд е Абноба, по името на галската богиня, почитана в района. По-късно, при римляните, се среща името „Marciana Silva“, означаващо „Гранична гора“ (от marka – граница и silva – гора), тъй като се е явява граница между римските владения и племената на маркоманите. Населването на планината става по времето на свевите.
В проходи се срещат останки от средновековни охранителни съоръжения от XVII и XVIII в.
През 1990 г. ураганите Вивиан и Вийбке нанасят много щети. На 26 декември 1999 г. ураганът Лотар унищожава много от горите.

## Икономика
Още римляните са добивали в средната и южната част на Шварцвалд сребърна и оловна руда. През V и VI в. пр. Хр. келтите добиват желязна руда в Северен Шварцвалд (например Нойенбург). През Средновековието се построяват манастири и се обработват и по-високите части. След 1100 г. рудодобивът отново се развива. Предполага се, че в Шварцвалд са живели от 800 до 1000 миньори. Следва период на упадък, породен от чумна епидемия през 1516 г., война от 1524 до 1526 г. и 30-годишната война (1618 – 1648). От началото на VVIII до XIX в. рудодобивът отново се оживява. След това повечето мини са изоставени. Някои запазени мини могат да се посетят и в днешно време.
Друг източник на прехрана, развит през ранното Средновековие, е дърводобивът. По Рейн се превозва и търгува дървен материал дори до Холандия (дългите трупи на иглолистните дървета са подходящи за корабостроене). Дърводобивът процъфтява до XIX век, като същевременно се развива и дърворезбата, която носи и до днес приходи (предимно сувенири за туристи). За този период от време са унищожени много гори.
Стъкларството също е развито. Някои стари работилници са отворени за туристи.
Планината Шварцвалд е индустриализирана сравнително късно поради труднодостъпния характер. Много хора правели през зимата часовници с кукувичка от дърво. Така се развива часовникарството, подпомогнато през XIX в. от прокарването на железопътна линия и от директния достъп до метални суровини. През 1850 г. във Фуртванген е открито първото немско училище за часовникари. Търсенето на механични уреди се покачва и се откриват по-големи фирми. През XX в. се развива развлекателната индустрия (производство на радиостанции, грамофонни плочи, играчки и др.). През 70-те години фирмите западат поради силната конкуренция от чужбина. В началото на XXI в. е развито металообработването и обработването на благородни метали и скъпоценни камъни. Седалищата на много високотехнологични фирми също се намират в Шварцвалд.

## Туризъм
Голяма част от населението работи в туристическия бранш. Съществуват многобройни туристически и велосипедни маршрути. Зимата, разбира се, е ски-сезон. Големи райони за зимни спортове има около Фелдберг, Тотнау и Хинтерцартен.
В центровете на много от градчетата са се запазили красиви стари сгради с историческо значение. Един от най-известните градове е курортът Баден-Баден, където има минерални извори.
Многобройните манастири са също интересни туристически дестинации.
Най-много туристи привличат езерата Титизе и Шлухзе. През последните години Шварцвалд е разделена на 2 природни парка с идеята да се запази природното богатство на планините, културата и традицията на планинците. Природният парк „Среден и Северен Шварцвалд“ е най-големият природен парк в Германия (375 000 ха).
Планините предоставят също добри възможности за летене с планери.
Дружеството „Schwarzwald Tourismus“ GmbH (Шварцвалд Туризмус) със седалище във Фрайбург, от януари 2006 г. е отговорно за туризма в 265-те общини в Шварцвалд.

## Култура
В Шварцвалд има много общини и малко големи градове. Традициите и обичаите са се запазили на много места. Все още хората обличат носии (Trachten) за празнични случаи. Освен това Шварцвалд е известен с характерната архитектура на селските къщи, тортата „Шварцвалд“ (Schwarzwälder Kirschtorte, също „пияната торта“, тъй като е декорирана с горски череши/вишни, пълни с ликьор), часовниците с кукувички и шварцвалдската шунка.
Много творци се вдъхновяват от красотата на природата и бита на хората в Шварцвалд.
В България планината е известна с това, че оттам извира Дунав и като декор за филма „Болница Шварцвалд“.